# Rebava
Una rebava és una vora elevada o petits trossos de material que resten a la vora d'un objecte que queden units després d'un procés de fabricació. Les operacions més comunes on apareixen són operacions de mecanitzat, com ara la fosa i la forja.
Per exemple, són creades per la zona d'unió d'un motlle (tant permanent com no permanent), a la zona de tall d'una xapa entre la matriu i el punxó o quan un martell colpeja una superfície.
Les rebaves poden arribar a ser molestes a l'hora d'aconseguir les toleràncies requerides en una peça, per tant són defectes de la peça no desitjats. El procés d'eliminació es diu desbarbat i comporta una part significativa dels costos de fabricació.

## Tipus
Hi ha tres tipus de rebava que es poden formar a partir de les operacions de mecanitzat i es poden classificar per la forma física de la formació:
- Deformació plàstica del material
- Flexió
- L'estrip de material de la peça

Les rebaves es poden minimitzar o prevenir els materials tenint en compte, la funció, la forma i el processament en la fase de disseny i fabricació d'enginyeria de desenvolupament del producte.
Les rebaves en els forats perforats causar problemes de tancament i el material. Es concentren a les vores dels forats, disminueixen la disminució de la resistència a la fractura i redueixen la fatiga. Les rebaves en els forats també augmenten el risc de corrosió, que pot ser degut a les variacions en el gruix dels recobriments en una superfície més rugosa.
Les rebaves en peces mòbils augmenten la fricció i la calor no desitjada.

## Desbarbat
Hi ha molts processos de desbarbat, però els més comuns són el polit, esmerilat, raspallat, mecanitzat de flux abrasiu, desbarbat electroquímic i el desbarbat manual, entre d'altres.

### Desbarbat electroquímic
És l'ús de mecanitzat electroquímic de peces de precisió rebaves i arestes que són difícils d'eliminar, com ara la intersecció dels forats. El procés utilitza una solució salina i l'electricitat per dissoldre la rebava. El corrent elèctric s'aplica amb una eina especialitzada per arribar a la ubicació de les rebaves. S'eliminen les rebaves de 5 a 10 segons, mentre que la resta de la peça no es veu afectada.

### Mètode d'energia tèrmica
Mètode de l'energia tèrmica (TEM), també conegut com desbarbat tèrmic, és un procés de desbarbat s'utilitza per a eliminar rebaves de diverses superfícies al mateix temps. El procés utilitza una barreja explosiva de gas per produir energia tèrmica per cremar les rebaves. És el procés més ràpid d'extracció, que requereix només 20 mil·lisegons per eliminar rebaves i la temperatura màxima arriba als 3.000 °C.

### Desbarbatge criogènic
El procés consisteix a caure raig abrasiu a les peces de treball en els nivells de temperatura criogènica. Les baixes temperatures (aproximadament -195 °C) s'obtenen amb nitrogen líquid, diòxid de carboni líquid o gel sec. Aquesta baixa temperatura fa que el material estigui per sota de la seva temperatura de fragilitat, la qual cosa fa que les rebaves es puguin treure fàcilment. Aquest procés ha estat present des de la dècada de 1960.